# Ardrossan (Écosse)
Pour les articles homonymes, voir Ardrossan.
Ardrossan (en gaélique écossais : Aird Rosain) est une ville du North Ayrshire, sur la côte sud-ouest de l'Écosse. Le nom « Ardrossan » décrit sa position géographique : d'origine gaélique, il signifie « la hauteur du petit promontoire ». Ardrossan est devenue une cité dortoir aisée, comptant environ 11 000 habitants. Avec deux villes voisines, Saltcoats et Stevenston, elle forme une entité appelée les « Three Towns ».

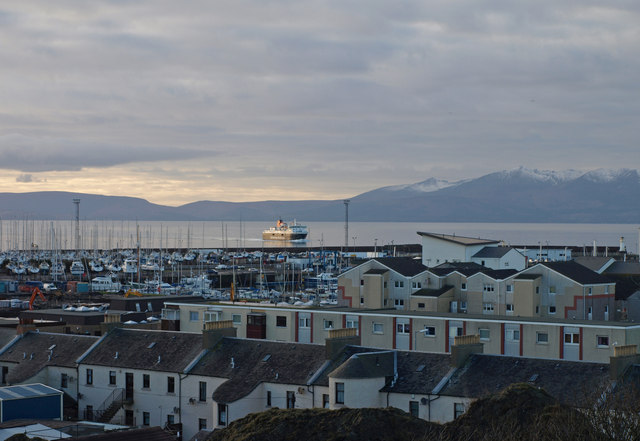
Ardrossan, avec l'île d'Arran en arrière-plan.